# Mont Pelée
Mont Pelée (fra.; mal. kreol. Montann Pèlé, što znači „Odvažna planina” ili „Oguljena planina”) je planina i aktivni vulkan na sjeveru otoka Martinika, koji je prekomorski departman i regija Francuske i dio vulkanskog luka Malih Antila Kariba. 
God. 2023., vulkani i šume Mont Peléea, kao i i vrhova (fr. pitons) sjevernog Martinika (Pitons Du Carbet), upisani su na UNESCO-ov popis mjesta svjetske baštine u Americi zbog zastupljenosti vulkanskih procesa i svih vrsta šuma i raznolikosti endemskih biljaka Malih Antila.

## Odlike
Mount Pelée je najbolje očuvani stratovulkan na Karibima i posljednji aktivni vulkan na Martiniku. Trenutni vrh sastoji se od ugniježđenih kupola nastalih erupcijama 1902. i 1929. godine, s izbočinom poznatom kao „le Chinois“ koja je najviša točka na 1397 metara.
Mount Pelée je rezultat klasične zone subdukcije, i to one koja je formirala otočni luk Malih Antila dug 850 km od  Puerto Rica do Venezuele gdje se Karipska ploča sastaje s atlantskom oceanskom korom, koja pripada Južnoameričkoj ploči. I drugi vulkani ovog otočkog luka su poznati po svojoj vulkanskoj aktivnosti, kao što su: La Soufrière sa Svetog Vincenta, La Grande Soufrière (Basse-Terre, Gvadalupe), Soufrière Hills s Montserrata i podmorski vulkan Kick 'em Jenny, sjeverno od Grenade.
Kultni vulkan Mount Pelée ima jedinstveni tip erupcije: vulkansku kupolu s bočno usmjerenim eksplozijama lave, poznatu po učestalosti svojih prošlih erupcija, koji je dao ime „pelejskom eruptivnom tipu”.
Stratovulkan većinom miruje, ali povremene ipak erumpira. Tijekom jedne erupcije Mont Pelée se uzdigao za stotinjak metara, te je danas s 1397 metara nadmorske visine najviši vrh Martinika.
Poznate erupcije bile su u godinama 1792. i 1851., a posebice je poznata ona od 8. svibnja 1902. godine koja je za smo nekoliko minuta gotovo u potpunosti uništila grad Saint-Pierre. Broj ljudskih žrtava se procjenjuje na preko 30 tisuća. Gotovo nitko nije preživio u radijusu od preko 10 kilometara od vulkana, pred užarenim plinom temperature od oko 600 °C. preživjele su samo tri osobe, zatvorenik u slabo prozračenoj ćeliji, svećenik koji je živio na rubu grada (ali jako opržen) i djevojčica koja se čamcem sakrila u obližnjoj morskoj špilji. Erupcija iz 1902. godine smatra se „najsmrtonosnijim vulkanskim događajem 20. stoljeća” i svjetskom referencom za povijest vulkanologije. Danas je Saint-Pierre mali grad s jedva 5 tisuća stanovnika.

## Bioraznolikost
Unutar šumskih kontinuuma koji se protežu od morske obale do vulkanskih vrhova Mount Pelée, uključujući i klimaksne šume i drevne sekundarne šume, mogu se naći globalno ugrožene vrste kao što su martinička vulkanska žaba (Allobates chalcopis), martinički šišmiš, martinički kopljanika i martinička vuga (Icterus bonana), dva stroga endema.
Ova vulkanska područja dom su izvrsnim primjerima vrlo starih vlažnih šuma. Suše šume na nižim nadmorskim visinama također su iznimno dobro očuvane za tropske vulkanske otoke. Flora i fauna, posebno endemske vrste, izvanredne su. Mount Pelée se nalazi unutar područja koje je međunarodna znanstvena zajednica prepoznala kao jedno od najzamjenjivijih na svijetu. 
Mount Pelée je dom iznimne flore koja se sastoji od 1058 vrsta autohtonih vaskularnih biljaka, uključujući 816 sjemenjača i 242 papratnjača. Među njima je 51 ugrožena vrsta, Kao što su: Calumet Montagne, Fleur-Boule-Montagne i Aralie. Martinique je dom za 186 od 263 vrste (71%) regionalno endemskih sjemenjača, kao što su: divlji ananas, bwa débas blan i krékré wouj.
Mount Pelée je i „značajno područje za ptice” (engl. Important Bird Areas, IBA) i pored navedenih endema ovdje se mogu naći značajne populacije: grlica prepelica (Geotrygon mystacea), maloantilskih čiopa (Chaetura martinica), zelenogrlih (Eulampis holosericeus)  i ljubičastogrlih karipskih kolibrija (Eulampis jugularis), plavoglavih (Riccordia bicolor) i antilskih ćubastih kolibrija (Orthorhyncus cristatus), karipskih elanija (Elaenia martinica), maloantilskih muharica (Myiarchus oberi), maloantilskih peweeja (Contopus latirostris), ljuskavih (Allenia fusca) i bisernookih drozdica (Margarops fuscatus), smeđih (Cinclocerthia ruficauda) i sivih drhtavica (Cinclocerthia gutturalis), riđogrlih solitaira (Myadestes genibarbis), antilskih eufonija (Chlorophonia musica), maloantilskih saltatora (Saltator albicollis)i maloantilskih zebica (Loxigilla noctis).
- Saint-Pierre ispod Mont Peléa
- Zaljev sv. Petra ispod vulkana
- Šume Mont Peléa
- Endemska martinička vuga (Icterus bonana)
- Endemska i kritično ugrožena vrsta martiničke vulkanske žabe (Allobates chalcopis)

## Vanjske poveznice
|  | Zajednički poslužitelj ima još gradiva o temi Mont Pelée |

- Volcans et forêts de la Montagne Pelée et des pitons du nord de la Martinique (fr.)